# جانی هورتون
جانی هورتون (انگلیسی: Johnny Horton؛ ۳۰ آوریل ۱۹۲۵ – ۵ نوامبر ۱۹۶۰) یک موسیقی‌دان اهل ایالات متحده آمریکا بود. وی بین سال‌های ۱۹۵۰ تا ۱۹۶۰ میلادی فعالیت می‌کرد.